# L'Agriculteur charentais
L'Agriculteur Charentais est un hebdomadaire agricole départemental français, publié dans le département de la Charente-Maritime, partenaire du groupe Réussir et dont le siège est situé à La Rochelle.

## Historique

### Création
Le premier numéro de L'Agriculteur Charentais a été publié le 25 décembre 1934. La revue a pris la suite d'une autre publication, le Bulletin du Syndicat général agricole du département de la Charente-Inférieure.

### Siège
La rédaction, d'abord située à Saintes, a été transférée à La Rochelle, où elle est installée dans les locaux de la Chambre d'agriculture de la Charente-Maritime.

## Fonctionnement
L'hebdomadaire est publié à raison de 50 numéros par an, disponibles uniquement via abonnement.
Depuis 2013, la version papier est doublée d'un site d'informations. Le 21 janvier 2022, le site internet fusionne avec ceux des hebdomadaires La Vie Charentaise (Charente), Agri79 (Deux-Sèvres) et La Vienne Rurale (Vienne) pour devenir Caracterres.fr.

## Sujets suivis
La publication traite principalement des sujets agricoles de la Charente-Maritime, parmi lesquels l'élevage (Beurre Charentes-Poitou), les grandes cultures (le port de La Pallice est l'un des principaux terminaux d'export de céréales de France), ou encore la viticulture (Le département est situé dans la région délimitée de production du cognac, mais aussi du pineau des Charentes et de l'IGP Vins Charentais).
Au cours de son existence, l'hebdomadaire a aussi suivi le parcours des ministres de l'Agriculture charentais-maritimes (Fernand Chapsal, André Dulin, Dominique Bussereau) ou les conséquences de tempêtes impactantes pour le département, comme Martin et Xynthia.